# Liste der Biografien/Krav
Liste der Biografien |
Portal Biografien |
Personensuche
# |
A |
B |
C |
D |
E |
F |
G |
H |
I |
J |
K |
L |
M |
N |
O |
P |
Q |
R |
S |
T |
U |
V |
W |
X |
Y |
Z |
?
 
Ka |
Kb |
Kc |
Kd |
Ke |
Kf |
Kg |
Kh |
Ki |
Kj |
Kl |
Km |
Kn |
Ko |
Kp |
Kr |
Ks |
Kt |
Ku |
Kv |
Kw |
Ky |
Kx |
Kz
 
Kra |
Krb |
Krc |
Kre |
Krg |
Krh |
Kri |
Krj |
Krk |
Krl |
Krm |
Krn |
Kro |
Krp |
Krs |
Krt |
Kru |
Kry |
Krz
 
Kraa |
Krab |
Krac |
Krad |
Krae |
Kraf |
Krag |
Krah |
Krai |
Kraj |
Krak |
Kral |
Kram |
Kran |
Krap |
Krar |
Kras |
Krat |
Krau |
Krav |
Kraw |
Krax |
Kray |
Kraz
Die Liste der Biografien führt alle Personen auf, die in der deutschsprachigen Wikipedia einen Artikel haben. Dieses ist eine Teilliste mit 20 Einträgen von Personen, deren Namen mit den Buchstaben „Krav“ beginnt.

## Krav

### Krava
- Kravalis, Andris (* 1967), lettischer Geistlicher und römisch-katholischer Weihbischof in Riga
- Kravanja, Rajko (* 1978), deutscher Politiker (SPD)
- Kravarioti, Virginia (* 1984), griechische Regattaseglerin und zweifache Olympionikin

### Kravc
- Kravchenko, Kateryna (* 1999), ukrainische Jazzmusikerin (Gesang, Komposition)
- Kravchenko, Marina (* 1975), israelische Tischtennisspielerin

### Krave
- KraVen, Lord, US-amerikanischer Schauspieler und Sänger
- Kravets, Juri (1957–2012), ukrainischer Akkordeonist
- Kravetz, Jean-Jacques (* 1947), französischer Keyboarder, Saxophonist und Komponist
- Kravetz, Pascal (* 1970), deutscher Musiker

### Kravi
- Kravina, Herta (1923–2015), österreichische Schauspielerin und Synchronsprecherin
- Kravis, Henry (* 1944), amerikanischer Geschäftsmann und Milliardär
- Kravits, Jason (* 1967), US-amerikanischer Schauspieler
- Kravitz, Lenny (* 1964), US-amerikanischer Sänger und MusikerLenny Kravitz (* 1964)

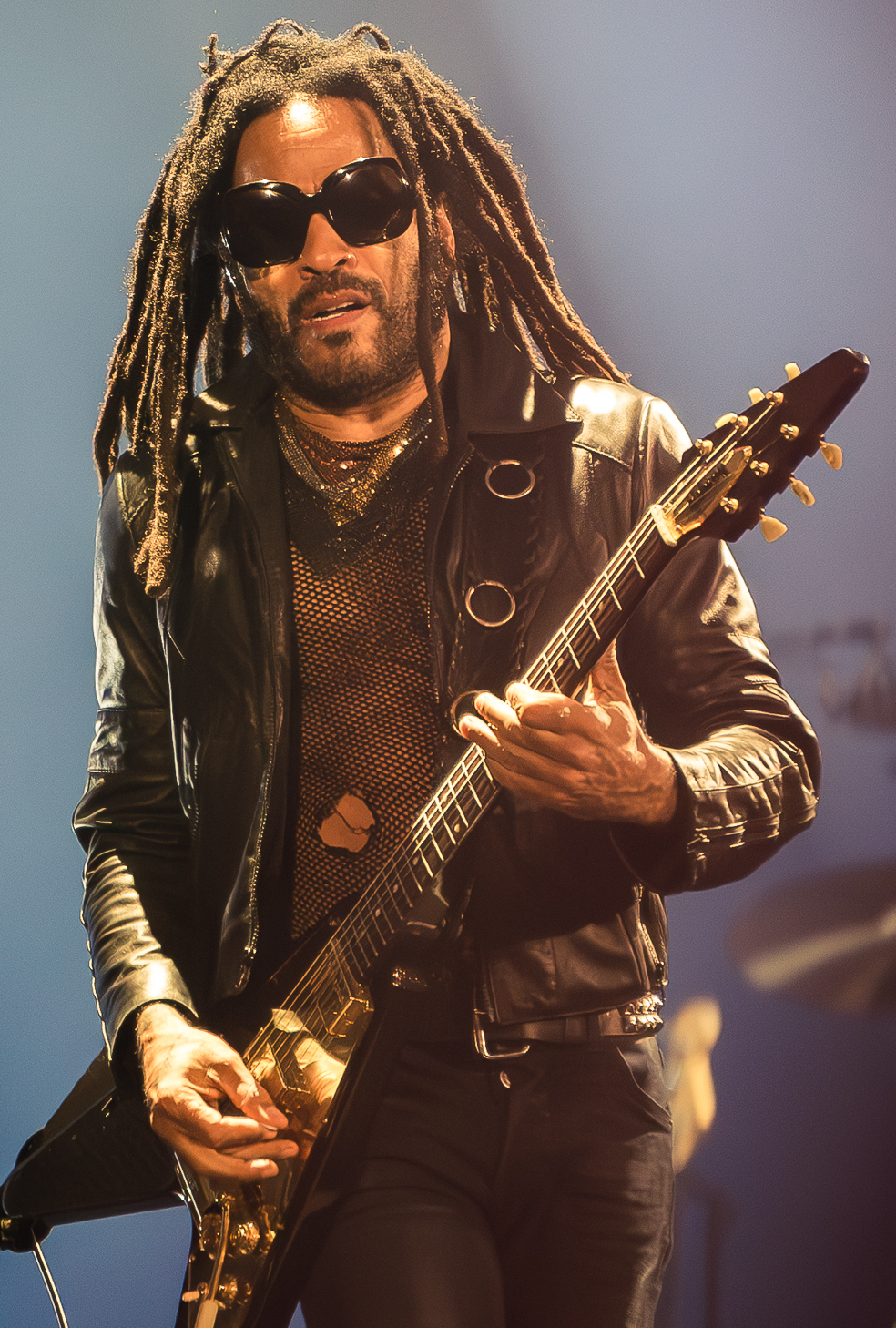
Lenny Kravitz (* 1964)

- Kravitz, Zoë (* 1988), US-amerikanische Schauspielerin
- Kraviz, Nina (* 1987), russische DJ und Musikproduzentin im Bereich Minimal Techno / Deep House

### Kravo
- Kravogl, Johann (1823–1889), österreichischer Büchsenmacher und Mechaniker
- Kravogl, Johann Nepomuk (1803–1873), österreichischer Maler und Lithograph
- Kravogl, Paula (1856–1916), österreichische Schriftstellerin
- Kravos, Marijana (* 1975), deutsche Schauspielerin
- Kravos, Marko (* 1943), italienischer Schriftsteller und Übersetzer